# 聞東昌
聞東昌（？—？年），字會卿，南直隶苏州府常熟縣人，民籍。明朝政治人物。

## 生平
正德二年（1507年）丁卯科應天府乡试舉人，九年（1514年）甲戌科二甲第三十三名進士，授工部主事，未上任，卒于道中。

## 家族
曾祖聞廷言。祖父聞鑑，字理明，荣昌县知县。父聞武。叔祖聞釗，成化十七年进士，历官南京大理寺正、华容县知县。